# Монте-Кассіно
41°29′24″ пн. ш. 13°48′50″ сх. д. / 41.49° пн. ш. 13.813888888889° сх. д.
Монте-Кассіно (італ. Montecassino, Monte Cassino) — скелястий пагорб на захід від містечка Кассіно, приблизно за 120 кілометрів на південь від Риму в Італії. На пагорбі розташоване аббатство Монтекассіно — один з найстаріших і найбільших монастирів в Європі.

## Історія

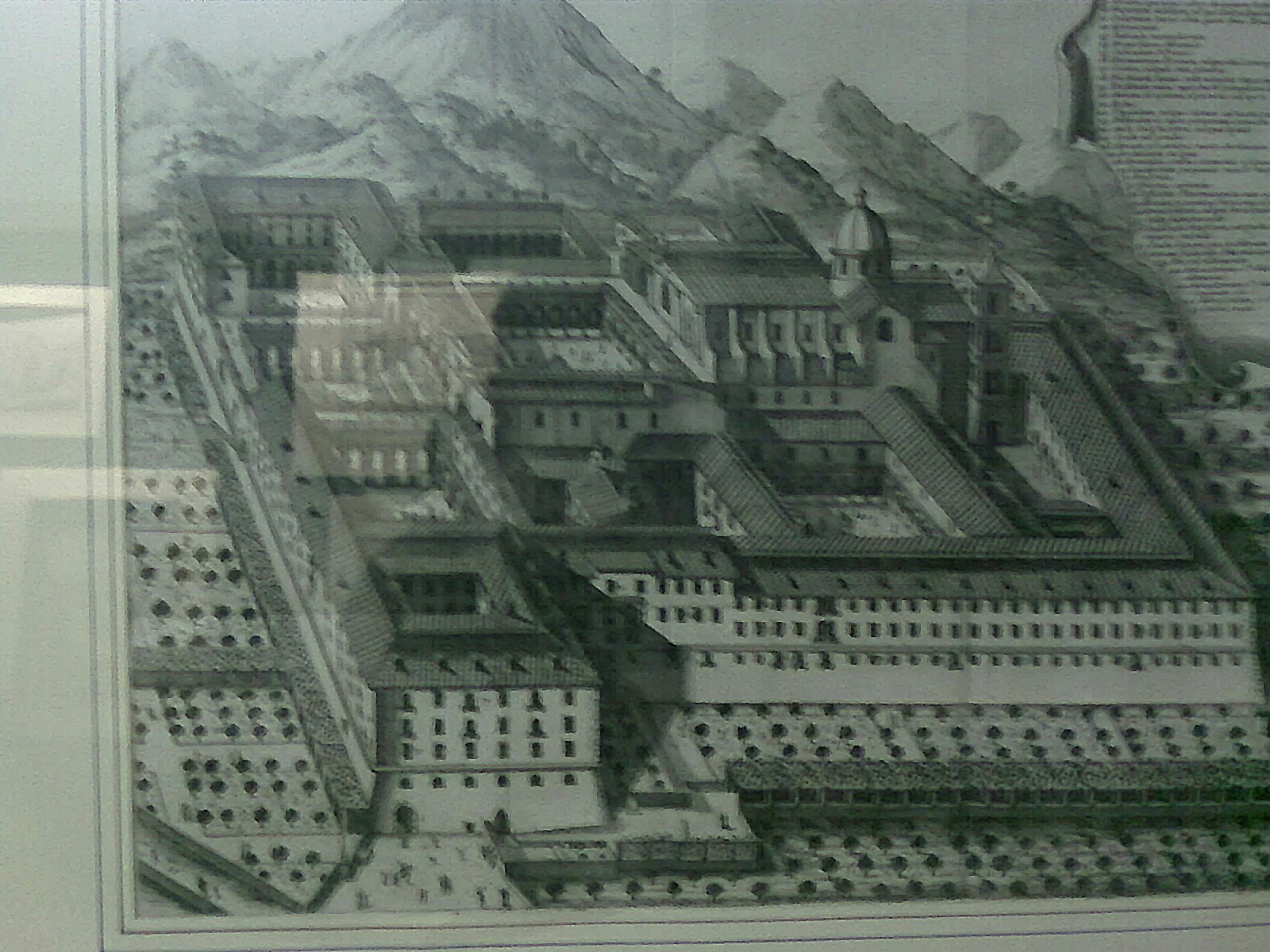
Зображення монастиря (XVII століття)

На пагорбі Монте-Кассіно в римські часи розміщувався храм Аполлона. 
В 529 році святий Бенедикт Нурсійський заснував на місці колишніх римських укріплень (лат. Municipium von Casinum) монастир, що став головним осідком новоствореного ордену бенедиктинців (лат. Ordo sancti Benedicti), найстарішого західноєвропейського  чернечого ордену.
За легендою, святий Бенедикт розбив статую Аполлона і знищив язичницький вівтар. Своє нове місце проживання він присвятив Іванові Хрестителю.
В долині під монастирем лежало містечко Кассіно, населення якого в основному складали язичники, а саме місто було незадовго до цього спустошене остготами.
Бенедикт залишався тут до кінця своїх днів. У Монте-Кассіно він написав свій «Статут Бенедикта», в якому були сформульовані основні принципи західного чернецтва — чернець має присвячувати свій час трьом основним заняттям: молитві, фізичній праці і читанню духовної літератури. Ченці мають уміти читати й регулярно присвячувати свій час читанню Біблії, житій святих, писань Отців Церкви.
542 року святого Бенедикта тут відвідав Тотіла, король остготів. 577 року монастир був зруйнований лангобардами. У 580 році ченці монастиря переїхали до Рима, оскільки після навали лангобардів не мали можливості відбудувати монастир. У 672 році мощі святого Бенедикта було перенесено до монастиря Флері (Сен-Бенуа-сюр-Луар), водночас до Франції потрапили й деякі книги з монастиря Монте-Кассіно. А сам монастир був відновлений лише на початку VIII століття. Тоді тут оселився Петронакс із Брешії, який мав підтримку святого Віллібальда з Айхштета. Франкський мажорд Карлманн провів тут свої останні роки. Його племінник Карл I Великий відвідав це місце у 787 році й надав монастиреві численні привілеї. За зразком Монте-Кассіно був організований один з найдавніших монастирів Німеччини — Фульдський монастир. У VIII столітті тут був ченцем і помер Павло Диякон (лат. Paulus Diaconus), виходець із шляхетного лангобардського роду, історик лангобардів, автор Historia Langobardorum.
Після розквіту Монте-Кассіно в епоху Каролінзького відродження, у 883 році монастир знову був сплюндрований сарацинами, після чого монахи переселилися до Теана. Стефан IX і Дезидерій розбудували монастир і підтримували розташовану неподалік школу в Салерно, перший європейський університет. За часів Дезидерія бібліотека монастиря поповнилася численними рукописами, зокрема ченців Амата з Монте-Кассіно та Павла Диякона. 1 жовтня 1071 року папа Олександр II освятив у монастирі нову базиліку.
Згодом монастир неодноразово зазнавав навал, у X столітті його захоплювали нормани, а 1230 року ченців вигнав імператор Фрідріх II. У 1349 році монастир зазнав руйнівного землетрусу, що відчувався в усій Італії, внаслідок чого було зруйновано багато споруд монастиря.
Новий розквіт абатства розпочався в XIV столітті. У Монте-Кассіно була зібрана одна з найбільших ув Європі бібліотек античної і ранньохристиянської літератури. Монастир мав повний цикл створення рукописних книжок: від виготовлення пергаменту й до ілюмінацій переписаних копій. Тут був створений скрипторій і школа. Деякий час у монастирі працював Тома Аквінський та інші видатні люди середньовіччя. Троє абатів монастиря стали згодом римськими папами — Стефан IX, Віктор III та Лев X. Абатство володіло великими земельними наділами, активно підтримувало папство в його домаганнях на панування в Європі. Зокрема, монастиреві Монте-Кассіно з X століття належала територія Понтекорво (Pontecorvo) у Південній Італії з центром ув однойменному місті. З XV століття ця земля була передана Папській державі.

## Друга світова війна

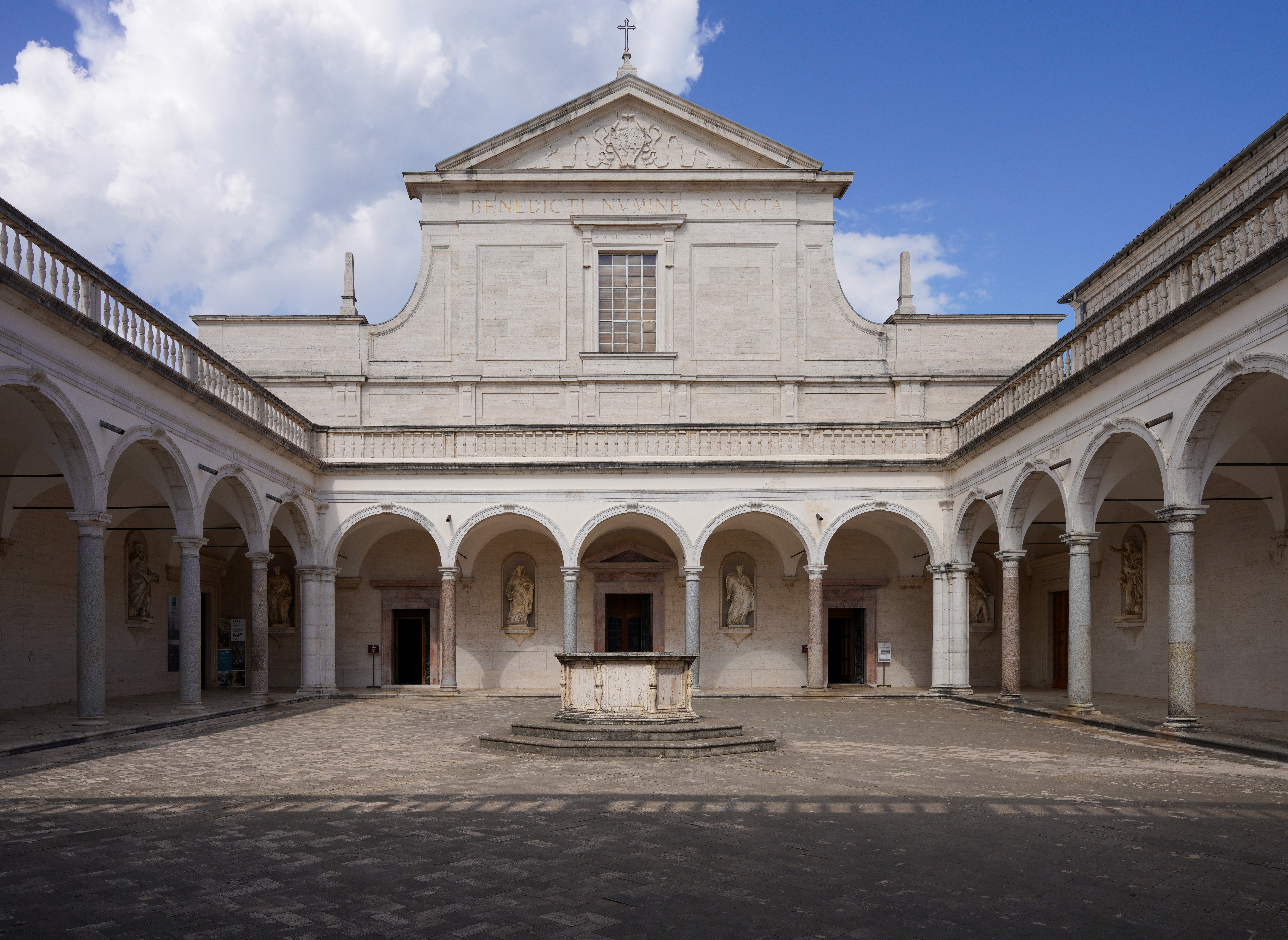
Абатство Монте-Кассіно — фасад храму

8 вересня 1943 року Італія капітулювала, а новий уряд Бадольо (італ. Badoglio) оголосив 13 жовтня Німеччині війну. Війну на другому фронті європейського театру воєнних дій вели частини німецької 10-ї армії під командуванням фон Фітингофа (нім. von Vietinghof). Наприкінці 1943 року гора стала центральним пунктом німецької укріпленої лінії, що захищала підступи до Рима.
Гора та однойменне містечко розглядалися німецьким командуванням як ключова позиція оборонної лінії «Ґустав» (нім. Gustav). Проти неї діяли американські, британські частини і підрозділи французького експедиційного корпусу.
Фронтальна атака новозеландського корпусу на гору з тактичних міркувань вимагала попереднього бомбардування, тому 15 лютого 142 «літальні фортеці» і 87 інших машин провели масоване бомбардування місцевості, перетворивши монастир на руїни.
З січня по травень 1944 року тут тривала найбільша битва в Італії. Загинуло понад 20 тисяч солдатів і офіцерів союзних військ, монастир був повністю зруйнований ударами британської авіації. Проте культурні цінності, що зберігалися в ньому, були завчасно евакуйовані. У боях під Монте-Кассіно особливо відзначився (у складі британських збройних сил) 2-й польський корпус під командуванням генерала Владислава Андерса.
Після війни у 1948—1956 роках за державний кошт монастир було відновлено. Реставраційними роботами керував інженер та архітектор Джузеппе Бреччіа Фратадоккі (1898—1955). Монастир був знову освячений у 1964 році.

## Сучасний стан
Монте-Кассіно — чинний бенедиктинський монастир, має статус територіального абатства, підпорядкованого Святому Престолу. У його юрисдикції в 2002 році перебували 53 парафії.

## Відомі особистості, пов'язані з монастирем
- Бенедикт Нурсійський
- Тома Аквінський
- Павло Диякон
- Стефан IX
- Віктор III
- Лев X

## Цікаві факти
- Вважається, що Монте-Кассіно є прообразом бенедиктинського монастиря в творі Умберто Еко «Ім'я рози»
- Командувач підрозділом німецьких єгерів-парашутистів (нім. Fallschirmjägerdivision) генерал-лейтенант Гайдріх (нім. Generalleutnant Heidrich), розуміючи величезну культурну цінність, заборонив своїм солдатам наближатися ближче, ніж на 300 м до будівель монастиря.

- За легендою, приводом для нальоту стала помилка перекладача: скорочення «Abt.» він зрозумів як похідне від слова «нім. Abteilung» — підрозділ, тоді як насправді йшлося про «абатство».

- В мережевій грі World of Tanks монастир Монте-Кассіно та його околиці стали прообразом для створення мапи «монастир».

## Галерея

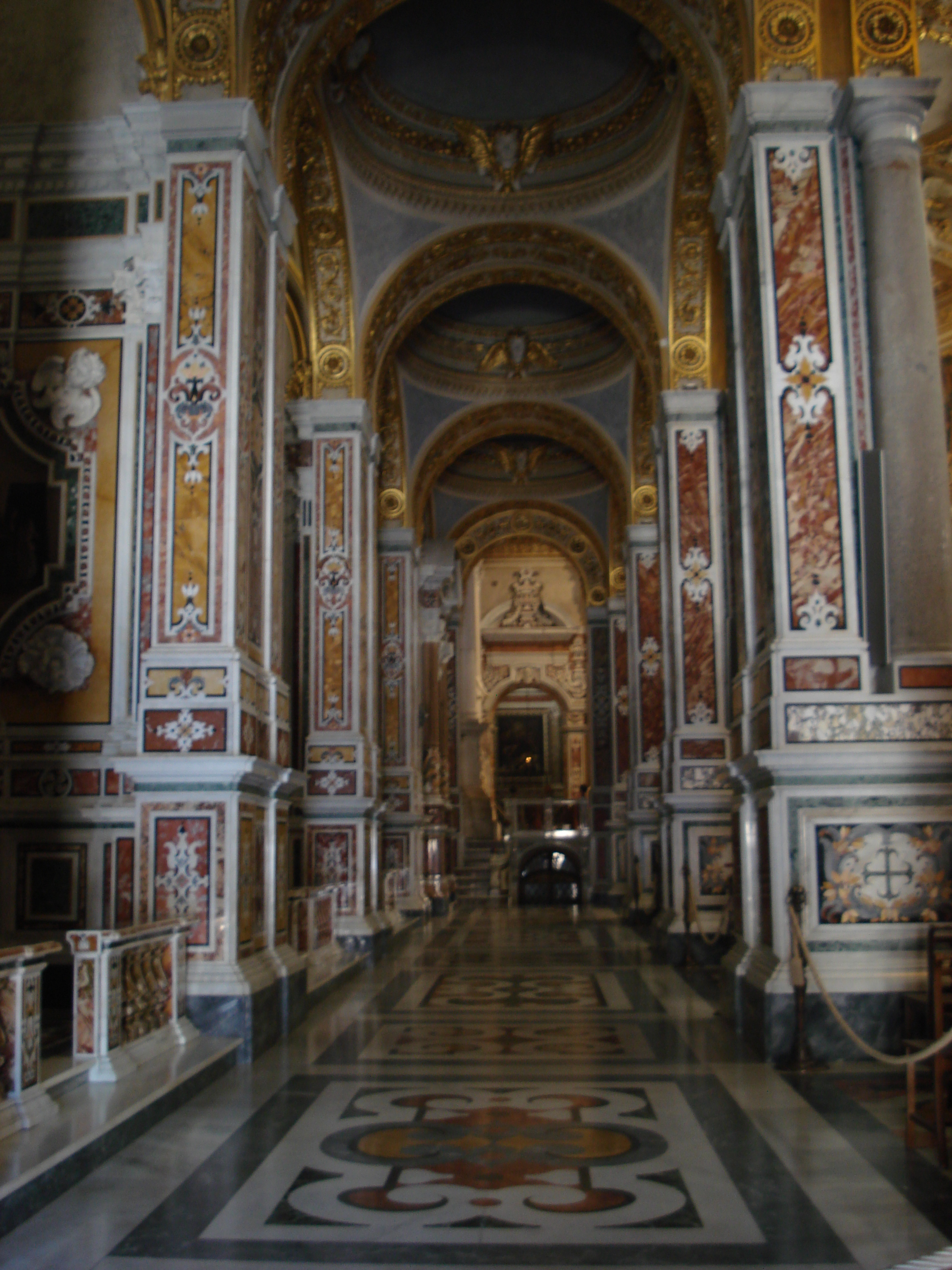
Монастирська церква
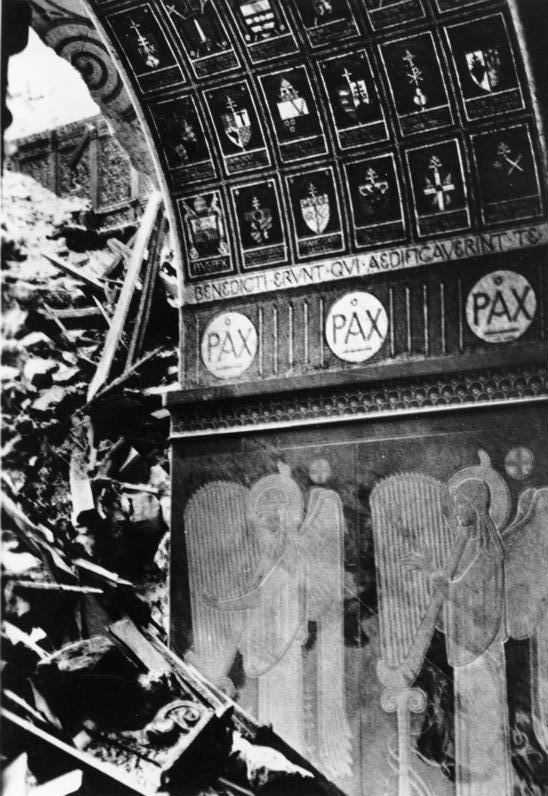
Після бомбардування союзної авіації (1944)
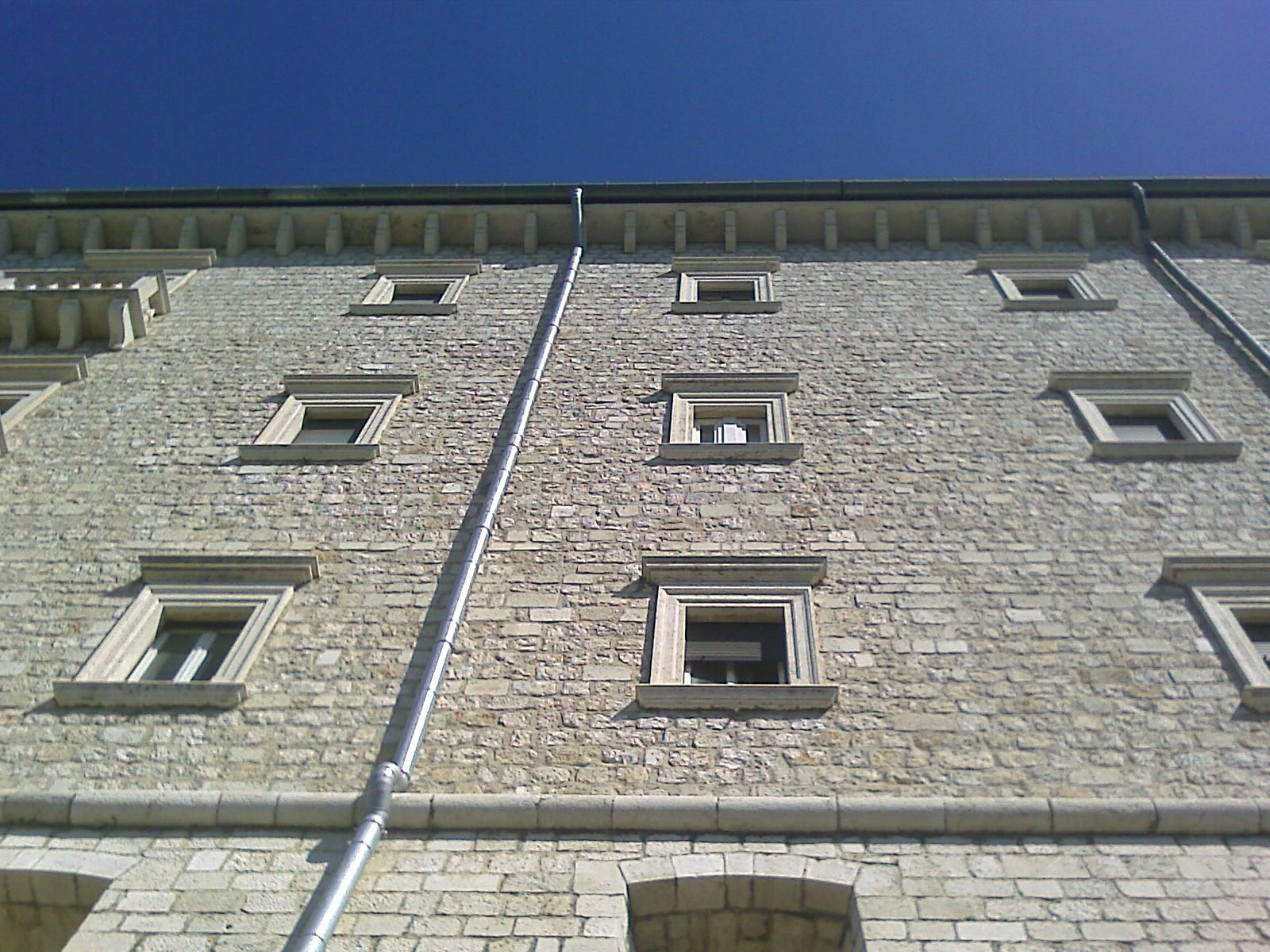
Ренесансні вікна монастиря
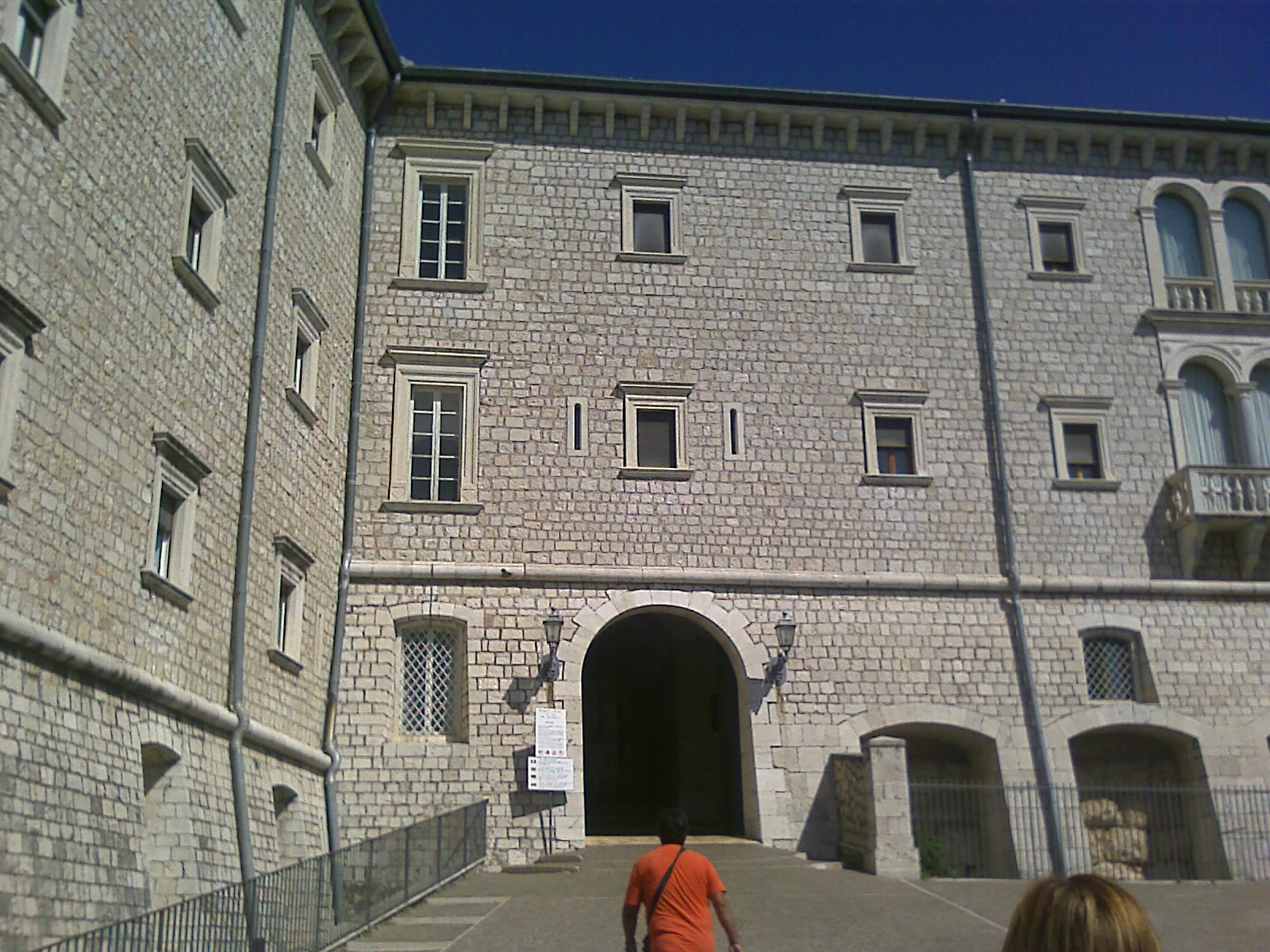
Дворик
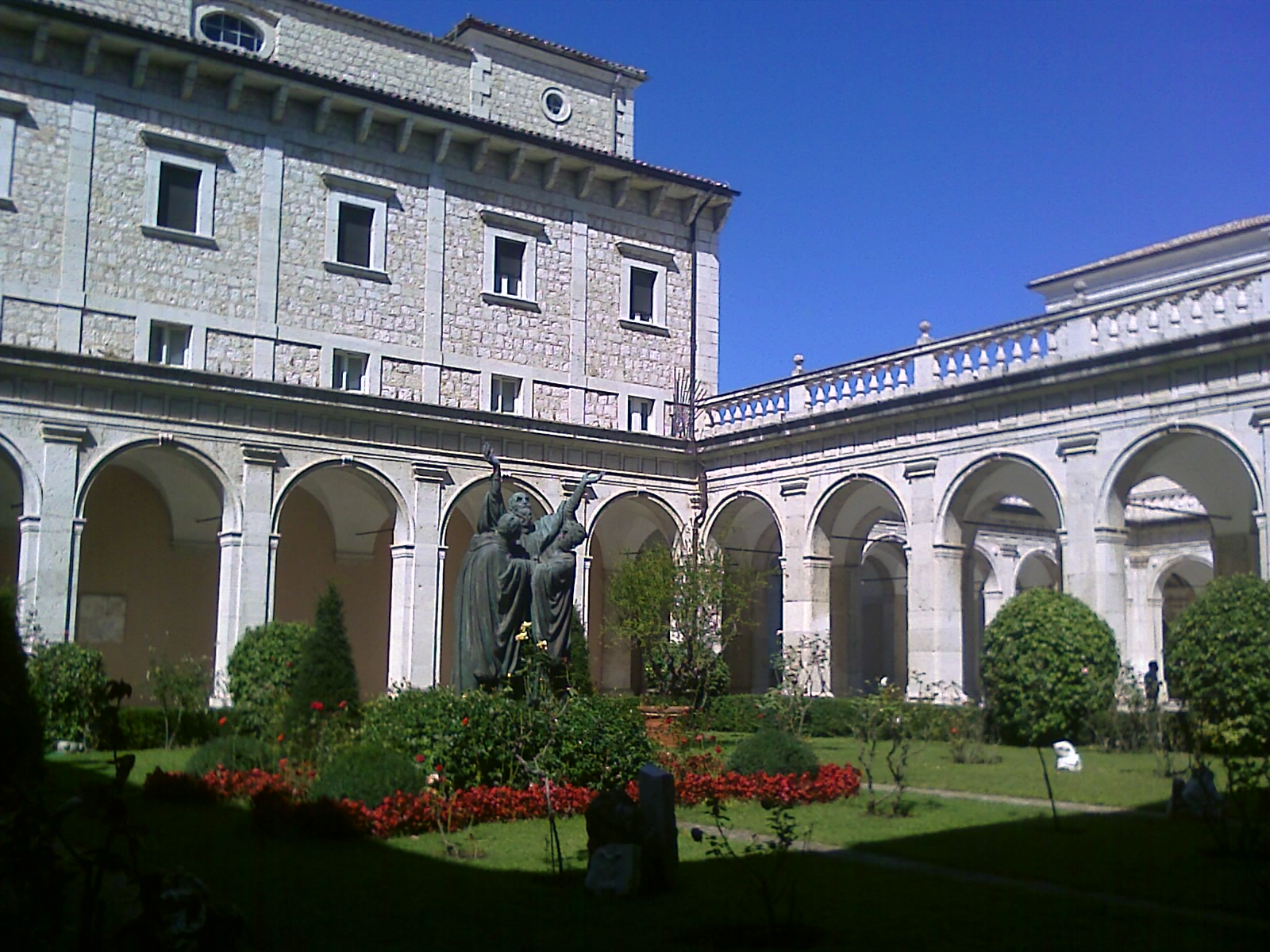
Скульптура Святого Бенедикта
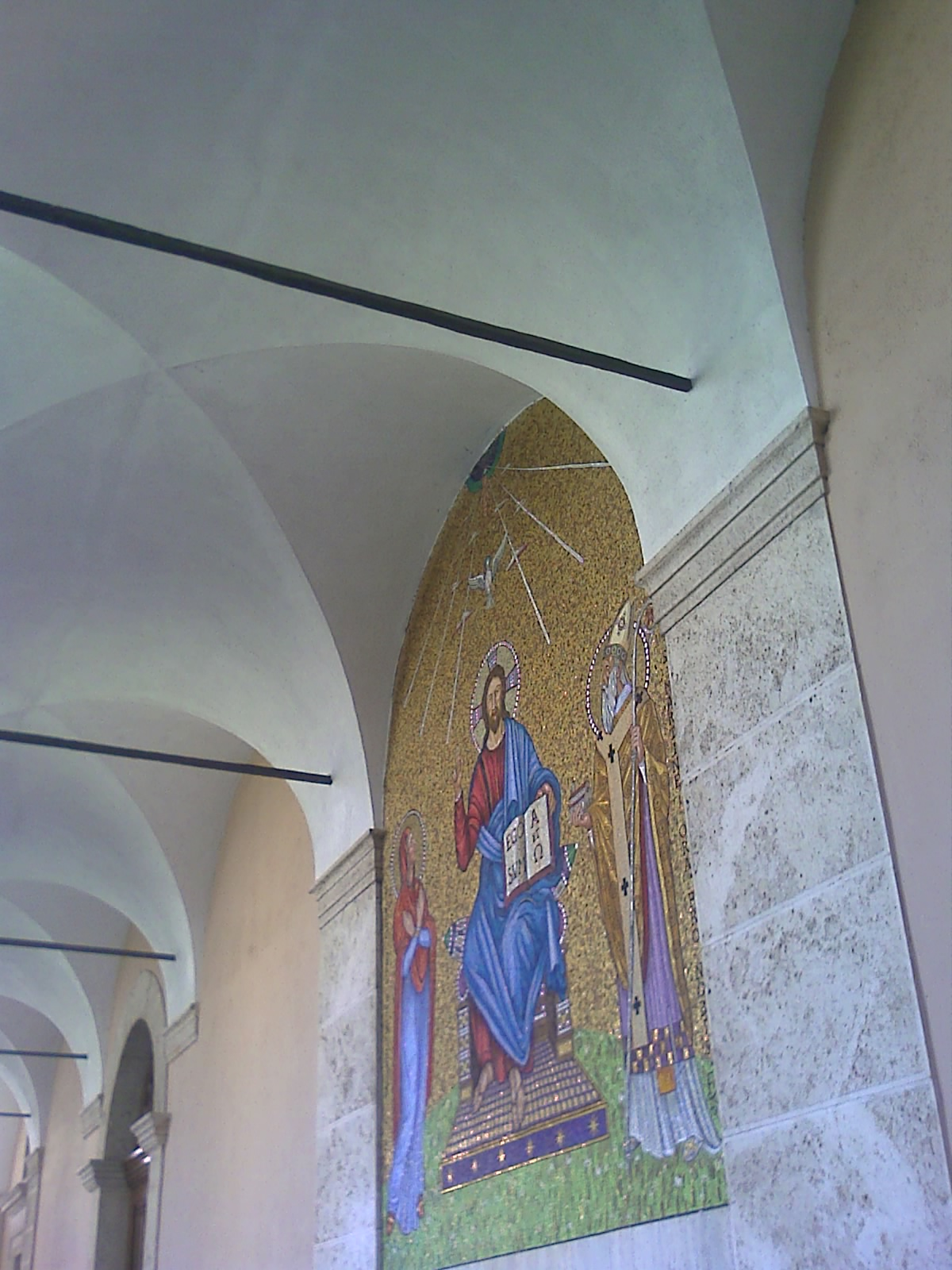
Сучасна мозаїка
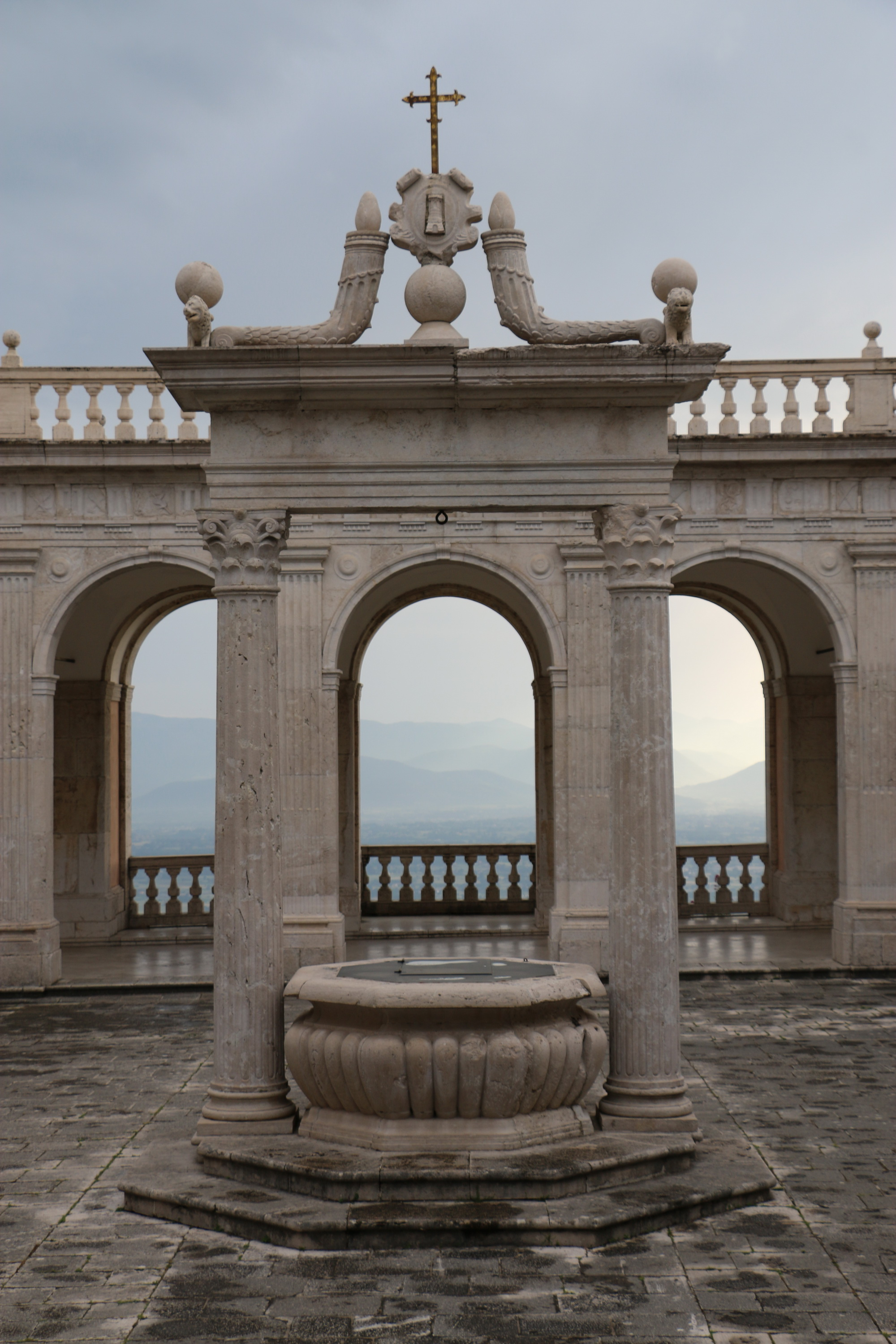
Ренесансний колодязь
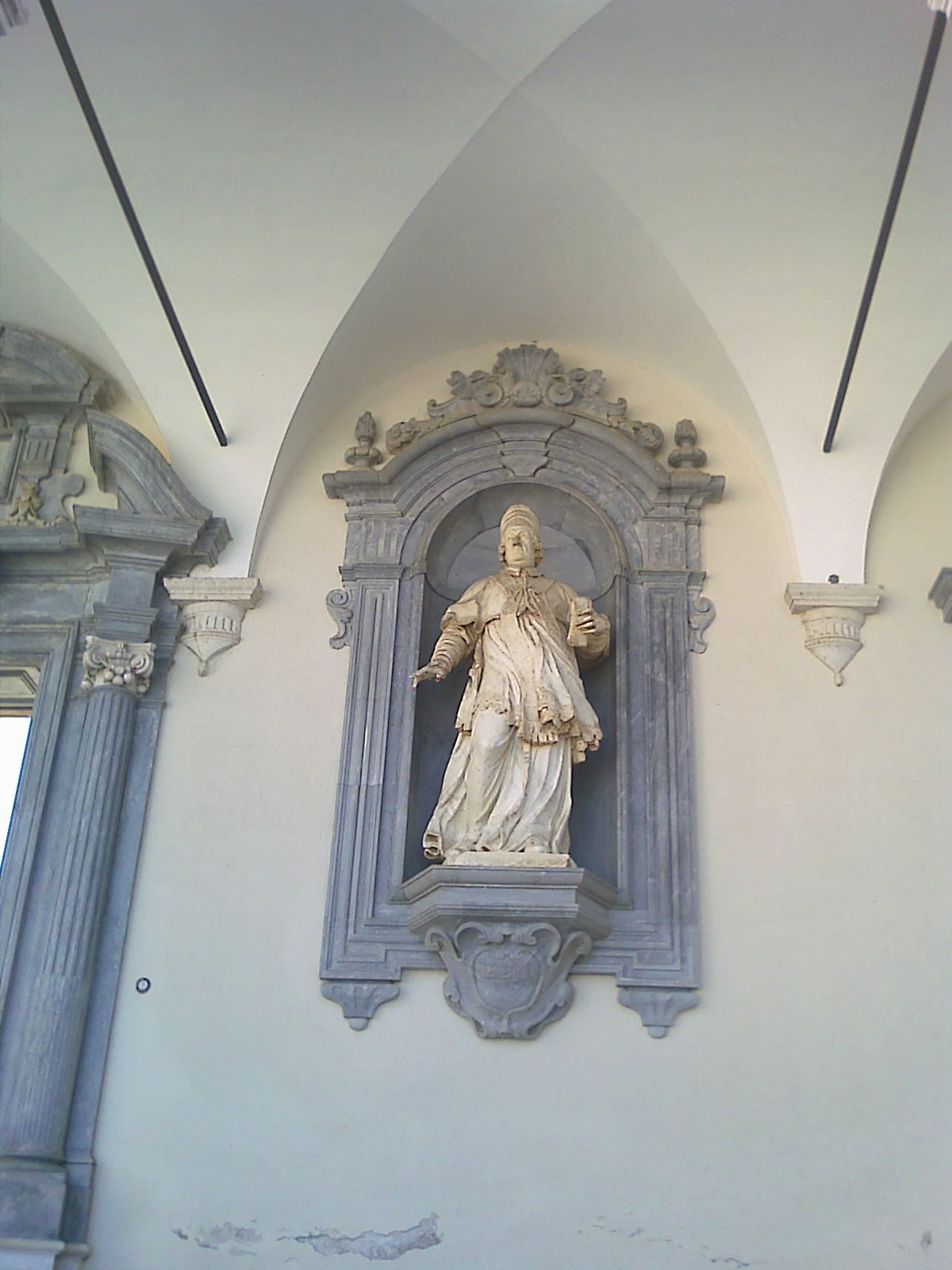
Барокові статуї
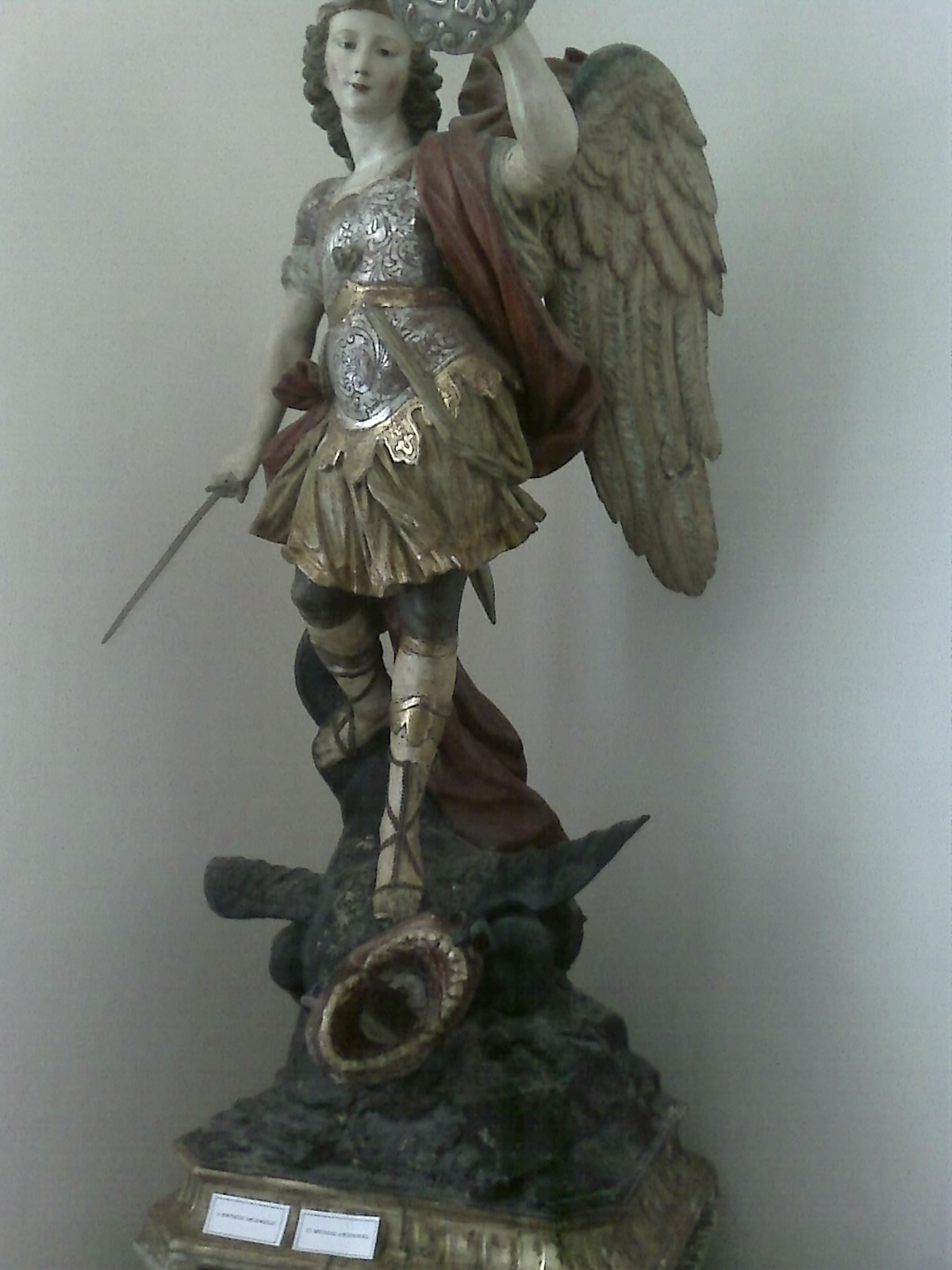
Архангел Михаїл
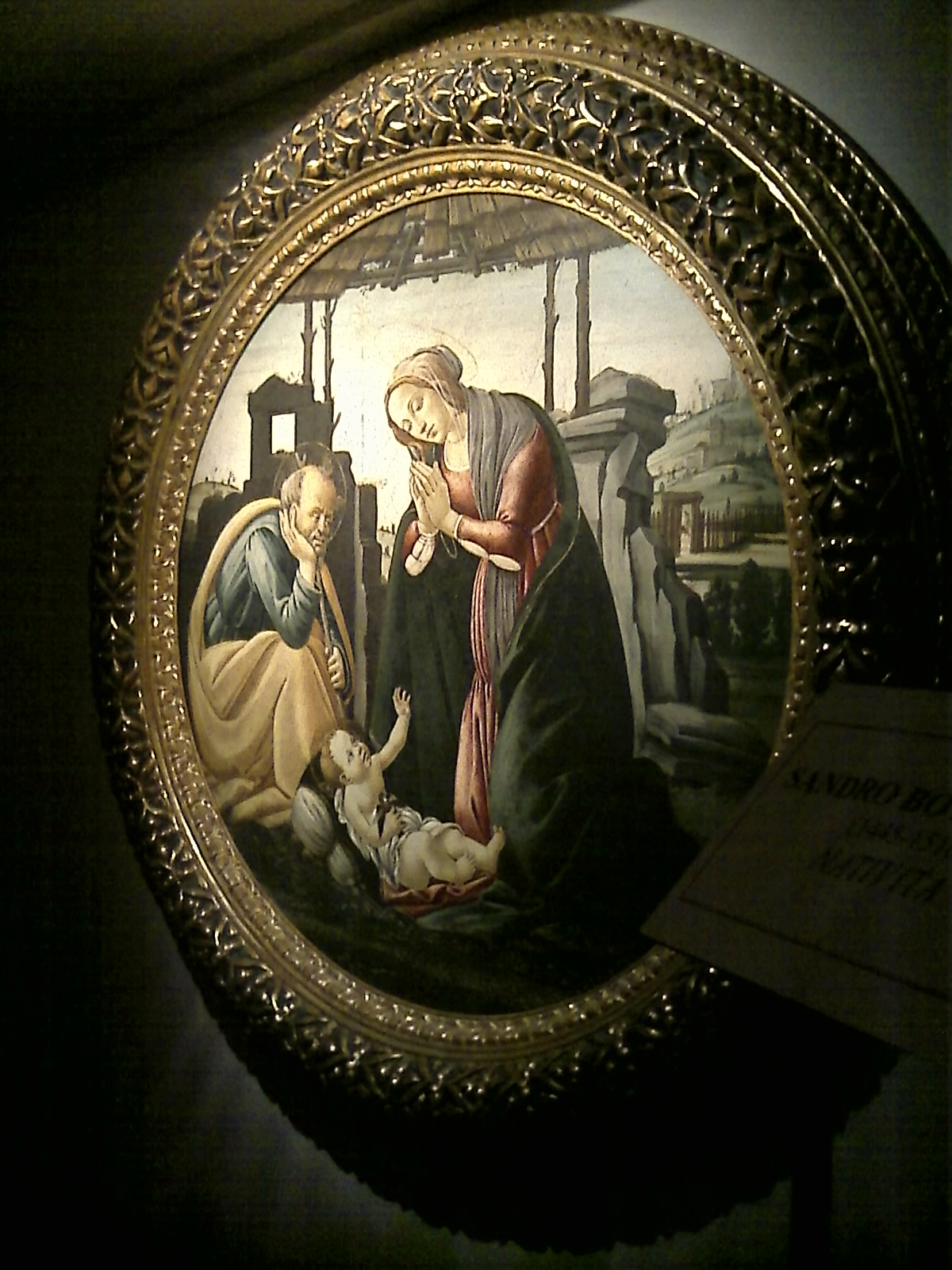
Різдво Христове Сандро Боттічеллі